# استاروبالاکوو
استاروبالاکوو (انگلیسی: Starobalakovo) یک شهرک در شهرستان چکماگوشفسکی استان باشقیرستان کشور روسیه است.